# لاري دين
لاري دين (بالإنجليزية: Larry Dean)‏ هو لاعب كرة القدم الكندية أمريكي، ولد في 7 أغسطس 1988 في تيفتون في الولايات المتحدة.

## وصلات خارجية
- لاري دين على موقع مرجع كرة القدم المحترفة.كوم (الإنجليزية)